# Кютахья, Джемаль
Джемаль Кютахья (12 июня 1990, Конья — февраль 2023, Хатай) — турецкий гандболист, капитан национальной сборной по пляжному гандболу.

## Карьера
Кютахья работал учителем физкультуры в средней школе имени Гюлеча Демиреля Национального образовательного фонда Аланьи, выиграл бронзовую медаль в составе национальной сборной Турции по пляжному гандболу на Средиземноморских пляжных играх 2015 года. Он дважды становился лучшим бомбардиром. Первый раз он стал лучшим бомбардиром чемпионата с 88 голами, забитыми в 10 матчах на чемпионате Европы по пляжному гандболу среди мужчин и женщин 2019 года, второй раз — забив 151 гол на чемпионате Европы по пляжному гандболу 2021 года. Таим образом, он вошёл в историю как лучший бомбардир двух чемпионатов подряд. Он был капитаном национальной сборной по гандболу, а также национальной сборной по пляжному гандболу. Всего Кютахья сыграл более чем в 150 национальных сборных по гандболу в помещении и на пляже. Турецкая федерация гандбола приняла решение, что мужская суперлига 2023 года будет проводиться в его честь.

## Спортивная жизнь
Кютахья, который познакомился с метанием копья благодаря учителю, в течение пяти лет и бесчисленное количество раз занимал первое, второе и третье места в метании копья в Турции. Он побил рекорд Турции на Черноморских играх и стал вторым. На чемпионате Балкан и молодёжном чемпионате Европы становлися вторым. Несмотря на позднее начало занятий гандболом в Школе физкультуры и спорта Университета Акдениз по предложению учителя, Кютахья, игравший в первой лиге школы, начал с карьеру в гандбольной команде и три месяца носил первую национальную майку. Примерно через год, когда его команда вышла в Суперлигу, он был переведён в Особую провинциальную администрацию Анкары, играл здесь два года, затем играл в клубе «Едитепе» и пять лет в «Анкараспоре», затем перешел в «Антальяспор». В конце сезона, в процессе переговоров с одной из команд Израиля, вмешалась катарская команда «Эль-Шамаль» и подписала соглашение с Кютахьей. В сезоне 2020—2021 годов национальный плеймейкер Кютахья был переведен в «Бейкоз Беледиеспор» после победы в Лиге чемпионов арабских государств 2020 года с катарской командой «Аль-Шамал». Он играл в CSU Suceava на 12-м году своей карьеры, в сезоне 2021—2022, и в Hatay Metropolitan Belediyespor в сезоне 2022—2023, и его команда не проиграла в лиге.

## Смерть
В результате землетрясения в Газиантепе-Кахраманмараше в 2023 году Джемаль Кютахья, его пятилетний сын Чинар, его беременная жена Пелин и тёща погибли в резиденции эпохи Возрождения в Антакье. Джемаль Кютахья был похоронен вместе с сыном на кладбище Конья Куртулуш 15 февраля 2023 года.